# Детский трамвай Франкфурта-на-Майне
Детский трамвай во Франкфурте-на-Майне (нем. Kinderstraßenbahn) — дидактический аттракцион в виде миниатюрного трамвая, часть так называемого «детского транспортного парка» (нем. Jugendverkehrsgarten). Детский трамвай действует с 1960 года. Расположен детский трамвай в парке Грюнебургпарк (нем. Grüneburgpark).

## Описание системы
Кольцевая линия трамвая опоясывает территорию «детского транспортного парка». Длина линии составляет 220 метров, ширина колеи — 410 мм. Контактная сеть отсутствует (трамвай питается от аккумуляторов). На пересечении линии трамвая с дорожкой установлен действующий светофор.

## Подвижной состав
Имеется один вагон, построенный в 1960 году (как и сама линия). Вагон детского трамвая — уменьшенная копия реального трамвайного вагона типа K. Размеры вагона — 330 см в длину, 160 в высоту (220 с бутафорским пантографом), 82 см в ширину. Масса — 750 кг. Вагон питается от аккумуляторов, дающих напряжение 24 вольта, мощность двигателя — 500 ватт, максимальная скорость — 5 км/ч.
В 2007 году трамвайный вагон был отремонтирован. Техническим обслуживанием трамвая занимается франкфуртский оператор общественного транспорта Verkehrsgesellschaft Frankfurt am Main, в роли водителей выступают полицейские, проводящие с детьми занятия по правилам уличного движения.
Трамвай обычно используется как аттракцион во время каникул, занятия по правилам движения проводятся довольно редко.

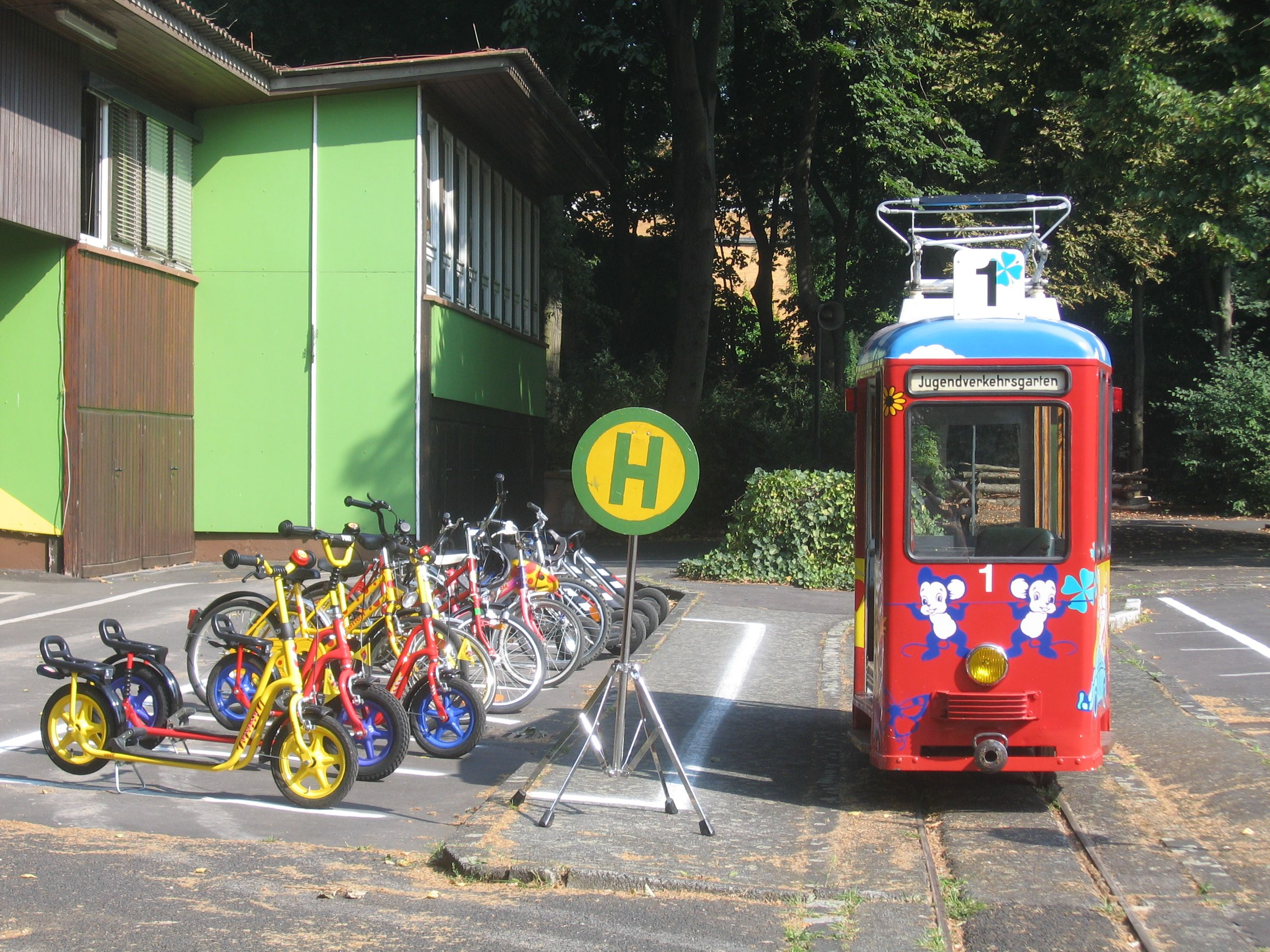
Остановка
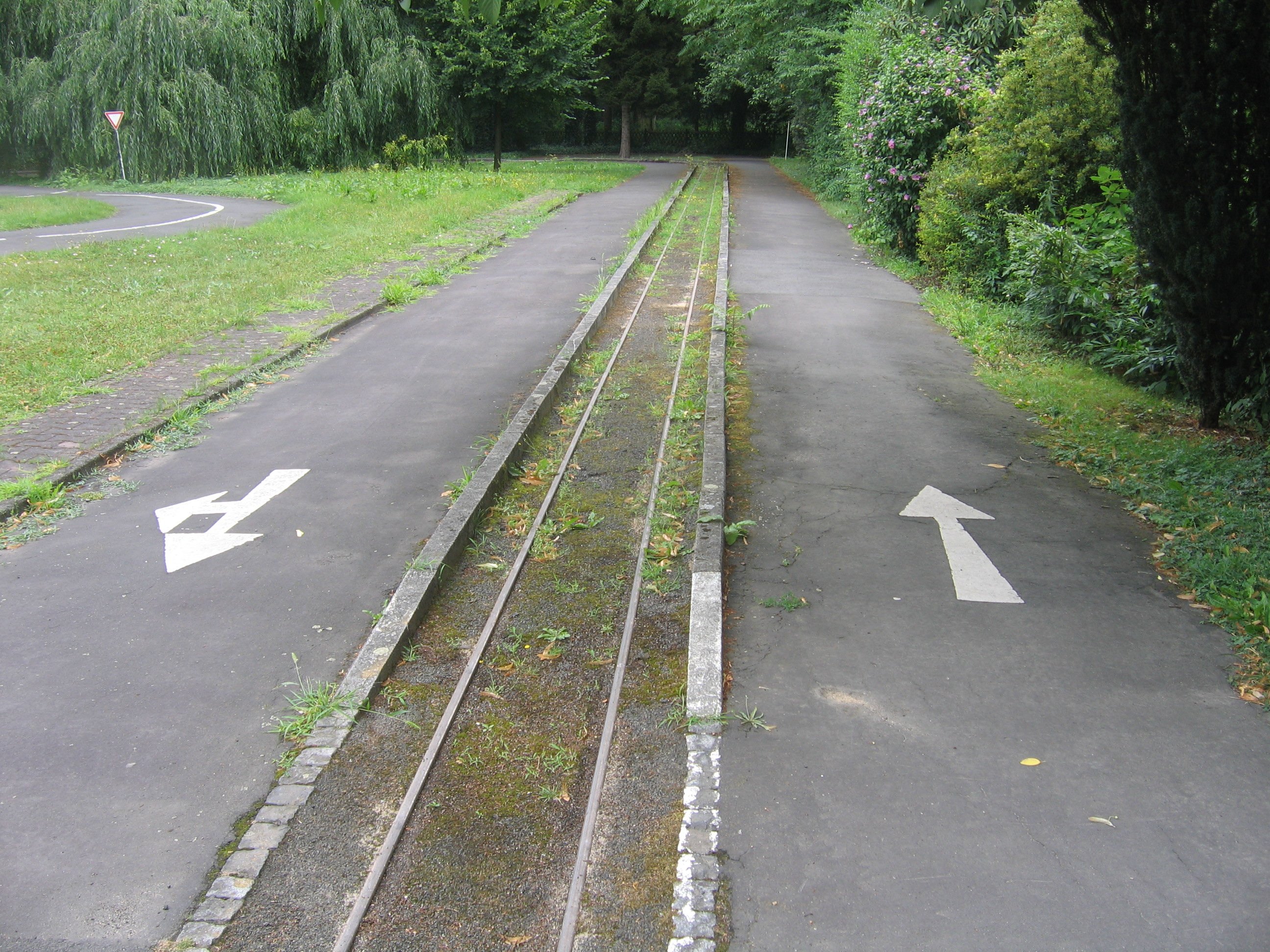
Колея
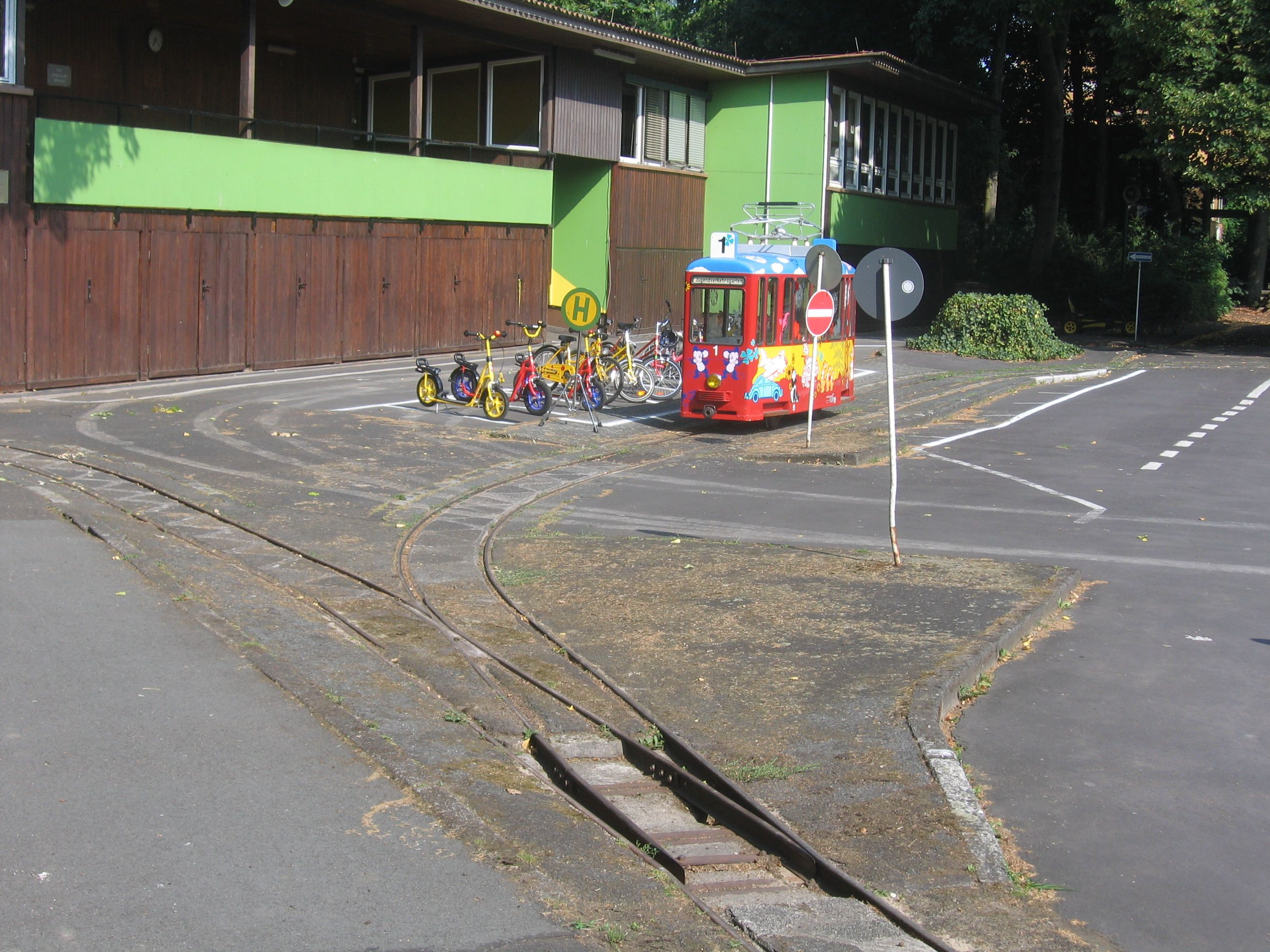
Стрелка